# William B. Horton
William B. „Willis“ Horton (* 2. Juli 1849 in Großbritannien; † 29. September 1887 in Tucson, Arizona-Territorium) war ein US-amerikanischer Lehrer, Schulleiter, Geschäftsmann und Politiker.

## Werdegang
William B. Horton wurde während der Regierungszeit von Königin Victoria in Schottland geboren und wuchs dort auf. Er graduierte an der University of Edinburgh. In der Folgezeit wanderte er in die Vereinigten Staaten aus. Er lebte im Holmes County (Mississippi). 1874 zog er in das Arizona-Territorium, um die Stelle als Principal an der öffentlichen Schule von Tucson (Pima County) anzutreten. Er bekleidete mehrere Jahre lang den Posten.
Bei den Wahlen im Herbst 1882 kandidierte er erfolgreich für den Posten als Superintendent of Public Instruction des Arizona-Territoriums. Horton trat seinen Posten Anfang 1883 an und bekleidete diesen bis 1885. Dabei war er der erste Amtsinhaber, welcher sich völlig seiner Amtstätigkeit widmete.
Horton betrieb einen Handelsposten in Tucson. Am 29. September 1887 wurde er von dem Apache Scout namens Corporal John vor seinem Geschäft erschossen. Der Indianer versuchte zu entkommen, wurde aber nach zwei Stunden ergriffen.
Nach seinem Tod wurde Horton auf dem Pima County Cemetery in Tucson beigesetzt.